# Krasnohvardiïske
Krasnohvardiïske (en ukrainien : Красногвардійське) ou Krasnogvardeïskoïe (en russe : Красногвардейское ; en tatar de Crimée : Qurman) est une commune urbaine de la république autonome de Crimée, en Ukraine, occupée par la Russie depuis 2014, et le centre administratif du raïon du même nom. Sa population s'élevait à 10 766 habitants en 2013.

## Géographie
Krasnohvardiïske se trouve dans la région centrale de la péninsule de Crimée, à 27 km au sud de Djankoï et à 63 km au nord de Simferopol.

## Histoire
Vers 1860, le village de Kourman-Kemeltchi faisait partie du raïon de Krashoperekopsk. En 1874-1875, y fut construite une gare ferroviaire sur la ligne Lozova – Sebastopol, ce qui donna une impulsion décisive au développement de la localité. Le pouvoir soviétique s'établit en 1918. Pendant la Seconde Guerre mondiale, le village fut occupé par l'Allemagne nazie du 1er novembre 1941 au 12 avril 1944. En 1944, après la déportation des Tatars de Crimée, le village de Kourman-Kemeltchi devint Krasnogvardeïskoïe. Il accéda au statut de commune urbaine en 1957.

## Population
Recensements (*) ou estimations de la population :
| 1926* | 1939* | 1959* | 1970* | 1979* |
| ----- | ----- | ----- | ----- | ----- |
| 811   | 1 754 | 4 227 | 7 630 | 9 091 |

| 1989*  | 2001*  | 2011   | 2012   | 2013   |
| ------ | ------ | ------ | ------ | ------ |
| 11 448 | 11 168 | 10 714 | 10 742 | 10 766 |

## Transports
Krasnohvardiïske se trouve à 66 km de Simferopol par la route et à 69,5 km par le chemin de fer.